# Bój pod Cybulówką

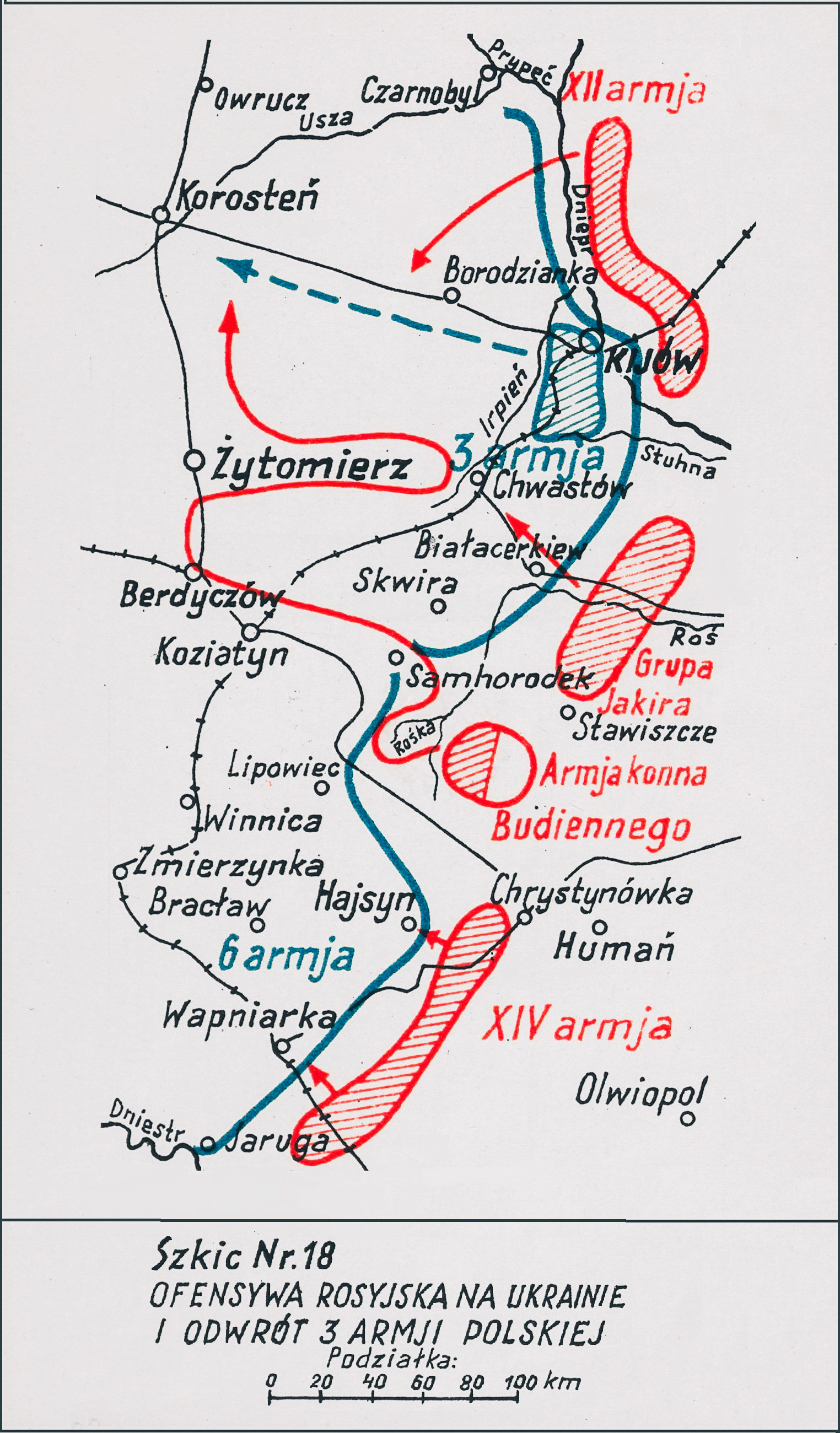
Adam Przybylski,
Wojna Polska 1918–1921

Bój pod Cybulówką – walki polskiego 53 pułku piechoty Strzelców Kresowych z oddziałami sowieckiej 14 Armii toczone w czasie wojny polsko-bolszewickiej.

## Geneza
Po spektakularnym sukcesie wojsk polskich na Ukrainie i zajęciu 7 maja 1920 Kijowa, front ustabilizował się na linii od Prypeci, wzdłuż Dniepru, przez Białą Cerkiew, Skwirę, Lipowiec, Bracław, Wapniarkę do Jarugi nad Dniestrem.
Armia Czerwona wykorzystała okres zastoju na reorganizację sił i przygotowanie ofensywy. W rejon działań przybyła 1 Armia Konna Siemiona Budionnego. 26 maja rozpoczęła się sowiecka ofensywa na Ukrainie. 1 Armia Konna miała uderzyć na styk polskich 3. i 6 Armii, rozbić 13 Dywizję Piechoty, wejść na tyły 3 Armii i współdziałając z 12 Armią zamknąć i rozbić ją w Kijowie. Na kierunku polskiej 6 Armii uderzenie pomocnicze wykonać miała 14 Armia, z zadaniem opanowania rejonu Winnica-Zmierzynka.

## Walczące wojska
| Jednostka                            | Dowódca                 | Podporządkowanie    |
| Wojsko Polskie                       |                         |                     |
| 12 Dywizja Piechoty                  | gen. Marian Januszajtis | 6 Armia             |
| ⇒ 53 pułk piechoty                   |                         | 12 Dywizja Piechoty |
| → II/ 53 pułku piechoty              |                         | grupa wypadowa      |
| → III/ 53 pułku piechoty             |                         | grupa wypadowa      |
| → batalion 54 pułku piechoty         |                         | grupa wypadowa      |
| ⇒ 12 pułk artylerii polowej          |                         |                     |
| → bateria 12 pułku artylerii polowej |                         | grupa wsparcia      |
| Armia Czerwona                       |                         |                     |
| 60 Dywizja Strzelców                 | Piotr Iwanow            | 14 Armia            |

## Walki pod Cybulówką

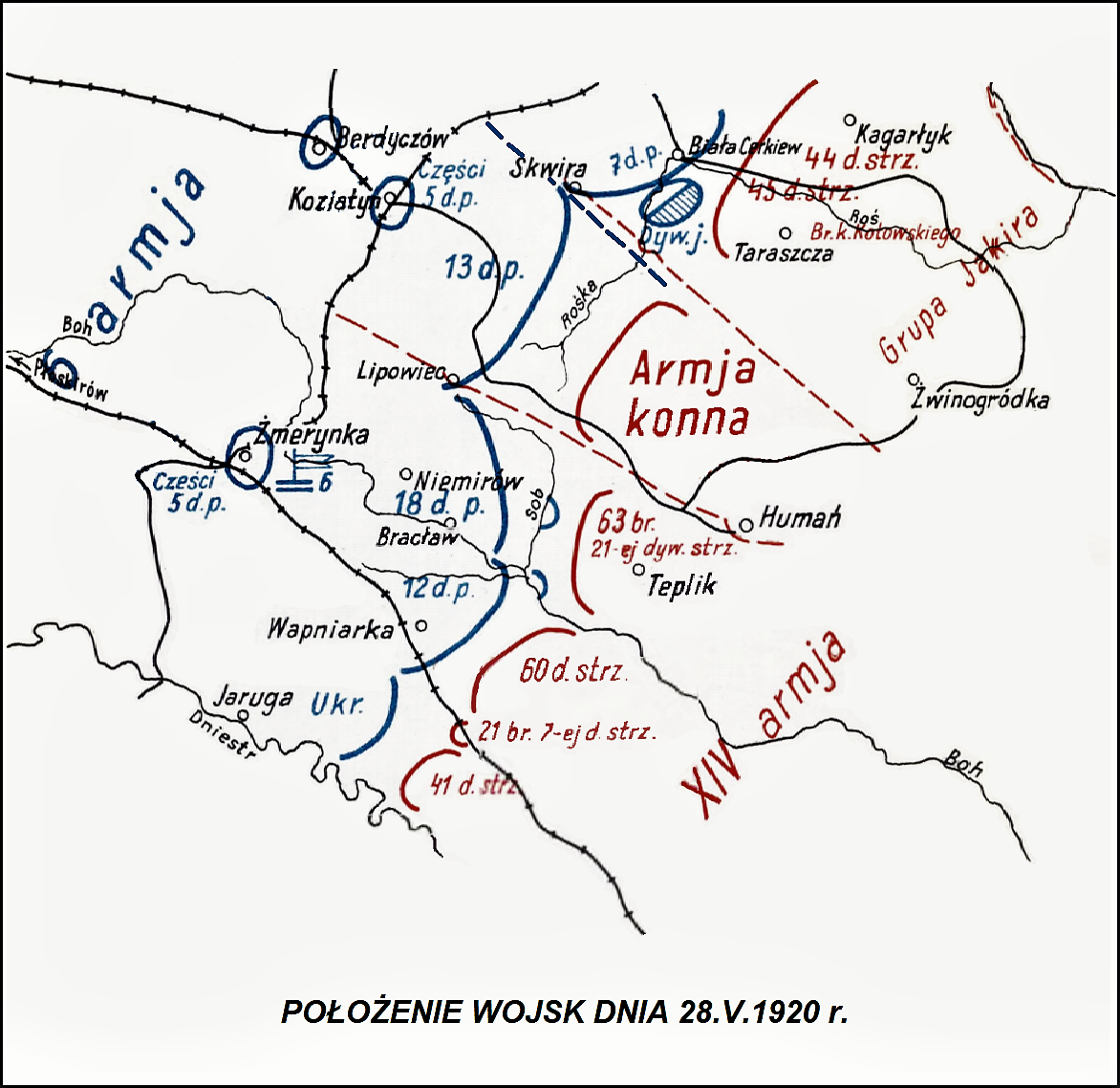
Stanisław Rutkowski, Pierwsze walki z Armią Konną pod Koziatynem

1 czerwca 1920 dowódca 12 Dywizji Piechoty gen. Januszajtis wydał rozkaz przeprowadzenia wypadu na Cybulówkę – Obodówkę. Jego celem było rozpoznanie sił sowieckich koncentrujących się przed frontem dywizji. Oddział wypadowy stanowiły II i III batalion 53 pułku piechoty Strzelców Kresowych i jeden batalion 54 pułku piechoty Strzelców Kresowych, wzmocnione baterią 12 pułku artylerii polowej. Dowodzenie nad nim przejął pełniący obowiązki dowódcy 53 pp kpt. Jan Góra. Na czas działań stanowiska opuszczone przez bataliony 53 pp dozorował 6 pułk ułanów. 
2 czerwca oddział ruszył w kierunku obiektu wypadu. W południe zajęto bez walk Cybulówkę, a kompanie  III batalionu ruszyły na sąsiednią Tatarówkę (Tarkanówkę?). Tu jednak Sowieci zorganizowali obronę. Dopiero przy wsparciu ogniowym baterii artylerii piechota zdobyła Tatarówkę. Nie zdecydowano się jednak pozostać we wsi i na nocleg powrócono do Cybulówki. 3 czerwca po raz kolejny zdobywano Tatarówkę i sąsiednią Obodówkę, a następnie Trościaniec. Sowieci wycofali się jednak do okopów z czasów I wojny światowej na wzgórzach za Obodówką. Kolejne uderzenia polskich batalionów przynosiły zyski terenowe, ale nie osiągano celu wypadu. Sowieci wycofali się, nie ponosząc większych strat. Po południu bataliony otrzymały rozkaz powrotu na stanowiska wyjściowe.

## Bilans walk
Wypad nie przyniósł oczekiwanych rezultatów. Nie wzięto jeńców i nie zdobyto informacji o koncentracji sił sowieckich. 